# ظفر الگوز
ظفر الگوز (انگلیسی: Zafer Algöz؛ زادهٔ ۳۰ اوت ۱۹۶۱) هنرپیشه اهل کشور ترکیه است. عمده شهرت وی به خاطر بازی در فیلم‌هایی مانند «الماس‌های آقای سالکیم» است. از دیگر فیلم‌هایی که وی در آن نقش داشته است می‌توان به خویشاوندان پدربزرگم اشاره کرد.